# Abraham Oyanedel
Oyanedel  Urrutia est un nom espagnol. Le premier nom de famille, en général paternel, est Oyanedel ; le second, en général maternel, souvent omis, est Urrutia.
 (juin 2018).
Si vous disposez d'ouvrages ou d'articles de référence ou si vous connaissez des sites web de qualité traitant du thème abordé ici, merci de compléter l'article en donnant les références utiles à sa vérifiabilité et en les liant à la section « Notes et références ».
Abraham Oyanedel Urrutia, né le 25 mai 1874 à Copiapó et mort le 28 janvier 1954 à Santiago du Chili, est un homme politique chilien.
Président de la Cour suprême, le 2 octobre 1932, il assume la vice-présidence de la République du général Bartolomé Blanche Espejo, qui démissionne sous la pression d'un mouvement politico-militaire.
Il appelle aux élections anticipées le 30 octobre. Arturo Alessandri Palma lui succède le 24 décembre.